# Джеффрі Гау
Річард Едвард Джеффрі Гау (Ричард Едвард Джеффрі Хау) (англ. Richard Edward Geoffrey Howe; 20 грудня 1926, Порт-Толбот, Уельс — 9 жовтня 2015) — британський державний діяч, член Консервативної партії. Джеффрі Гау є політиком, який найдовше займав міністерські посади в кабінеті Маргарет Тетчер. Був Канцлером скарбниці Великої Британії, потім очолив Міністерство закордонних справ та у справах Співдружності. Поєднував обов'язки лідера Палати громад і віце-прем'єр-міністра, його відхід з даних посад передбачив відставку Тетчер на три тижні.